# Youssef Ziedan

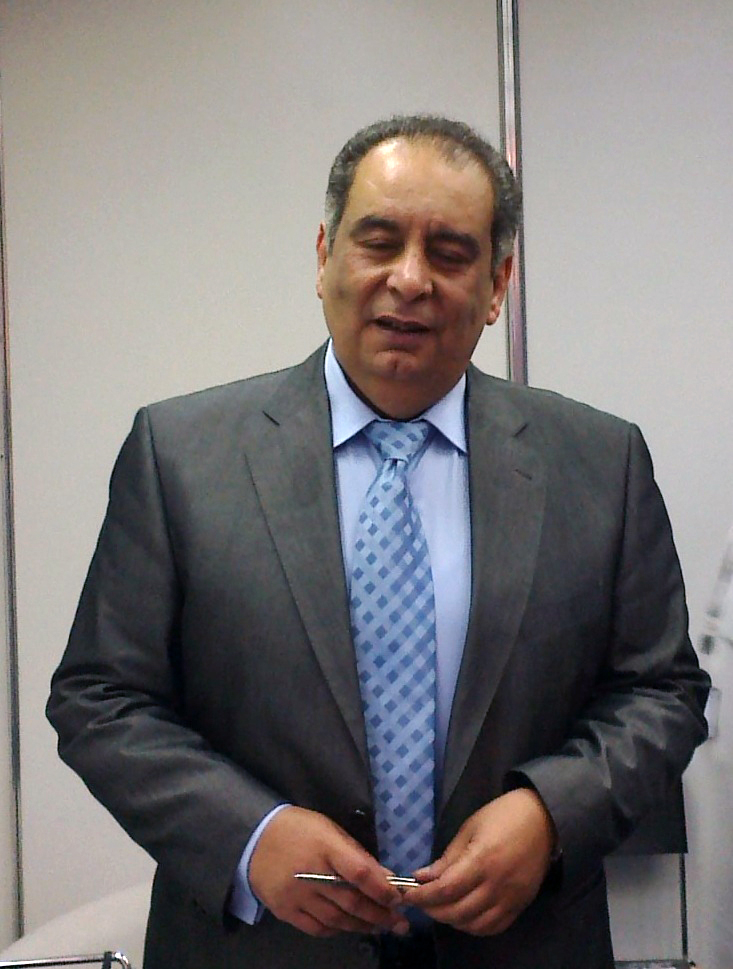
Youssef Ziedan

Youssef Ziedan (* 30. Juni 1958 in Sauhadsch, Oberägypten), arabisch يوسف زيدان, DMG Yūsuf Zaydān ist ein ägyptischer Wissenschaftler, der sich auf arabische und islamwissenschaftliche Studien spezialisiert hat und dabei hauptsächlich mit Handschriften arbeitet. Über ein Fachpublikum hinaus bekannt wurde er jedoch auch durch sein essayistisches und belletristisches Werk.

## Leben
Ziedan wuchs in der Großstadt Alexandria am Mittelmeer auf. Er besuchte die Philosophische Fakultät der Universität Alexandria, wo er mit summa cum laude abschloss. Seine Doktorarbeit trägt den Titel: The Qadiri Sufi Order, with a Study and Edition of the Poetical Work of Abdul Qadir al-Jilani, ein Werk über den Sufiorden der Qadiriyya und die Dichtungen von Abd al-Qadir al-Dschilani. Ziedan ist Direktor der Abteilung für Handschriften im Museum für Handschriften, welches der Bibliotheca Alexandrina angeschlossen ist, und lebt mit seiner Familie in Alexandria.

## Wissenschaftliche Arbeiten
Seine Arbeiten über den Sufismus und deren bedeutende Philosophen Ibn Arabi und Abdul Karim Dschili gehören zu den wichtigsten seiner über 50 Veröffentlichungen. Weitere Forschungsgebiete sind islamische Philosophie sowie die Geschichte der arabischen Medizin und deren Vertreter wie Ibn an-Nafis und Rhazes (Abu Bakr Muhammad ibn Zakariya ar-Razi). Um diese Dokumente auch einem breiteren Publikum zugänglich zu machen, bemüht er sich um ihre Digitalisierung.
Veröffentlichungen (Auswahl)
- Sufi Orders and al-Qadiriyya in Egypt
- Treatises on Body Parts by Ibn al-Nafis
- Hayy Ibn Yaqzan: the four texts and their authors
- Fikh al-thawrah, Dar al-Shurūq, Kairo 2013, ISBN 978-9770932414

## Belletristische Werke
Neben seiner wissenschaftlichen Arbeit arbeitet Youssef Ziedan auch als Romanautor. Während sein Debütwerk Der Schatten der Schlange nur wenig rezipiert wurde, erhielt Azazel aufgrund seiner erzählerischen Qualität hervorragende Kritiken, wurde allerdings wegen seines Inhalts auch zum Gegenstand einer heftigen politischen und gesellschaftlichen Kontroverse. Beide Romane haben einen distinkt sozialkritischen Charakter: In ersterem setzt sich Ziedan mit herrschenden Frauenbildern auseinander, in zweiterem mit religiösem Fanatismus und Extremismus.
Veröffentlichungen
- Der Schatten der Schlange, 1996.
- Azazel, 2008, ausgezeichnet mit dem International Prize for Arabic Fiction;
  - in deutscher Sprache von Larissa Bender: Azazel, Roman. Luchterhand Verlag, München 2011, ISBN 978-3-630-87331-2.[1]